# フレンチマン累層
フレンチマン累層（フレンチマンるいそう 英:Frenchman Formation）は、カナダ西部堆積平野にある白亜紀後期マーストリヒチアンの地層。 現在のサスカチュワン南部とアルバータ南部のサイプレスヒルズに広がる。1942年に G.M. Furnival によって記載された。 フレンチマン川の露頭はレイヴンスクラッグとハイウェイ３７の間で見られる。アメリカのヘルクリーク累層と同じく、中生代の最も新しい時代恐竜を含んでいる。

## 厚さと分布
フレンチマン累層は現在のサスカチュワン南西部とアルバータ州南西部のサイプレスヒルズに位置する。最大約113ｍの厚みになる。

## 年代
フレンチマン累層はマーストリヒト期後期の年代で、頂上は生物年代の変わり目であるK-Pg境界に接しており、イリジウムが見られる。

## 他の地層との関係
初期の研究者はフレンチマン累層はレイヴンクラッグ累層の下に堆積していると指摘し、K-Pg境界によって両者は分けられるとした。この接触部分はレイヴンクラッグ累層の第一石炭層の基底部になっている。
フレンチマンは、浸食状態の不一致によって下層の地層から分離される。下層は浸食の深さに応じて、ホワイトマッド累層、バトル累層、イーストエンド累層、そしてベアパウ累層と分けられている 。年代はスコラード累層下部、ウィロークリーク累層下部、アルバータのコールスパー累層、そしてモンタナとノースダコタのヘルクリーク累層と同等である。

## 古生物学
| フレンチマン累層から報告されている恐竜類 | フレンチマン累層から報告されている恐竜類   | フレンチマン累層から報告されている恐竜類 | フレンチマン累層から報告されている恐竜類 | フレンチマン累層から報告されている恐竜類 | フレンチマン累層から報告されている恐竜類 | フレンチマン累層から報告されている恐竜類 |  |
| ---------------------------------------- | ------------------------------------------ | ---------------------------------------- | ---------------------------------------- | ---------------------------------------- | ---------------------------------------- | ---------------------------------------- |  |
| 属                                       | 種                                         | 場所                                     | 層序                                     | 標本                                     | メモ                                     | 画像                                     |  |
| エドモントサウルス                       | E. annectens                               |                                          |                                          | "完全な頭骨、3つか4つの部分的な頭骨"     | ハドロサウルス類                         |                                          |  |
| エドモントサウルス                       | E. saskatchewanensis                       |                                          |                                          |                                          | E. annectensのジュニアシノニム           |                                          |  |
| テスケロサウルス                         | T. assiniboiensis                          |                                          |                                          |                                          |                                          |                                          |  |
| トロサウルス                             | T. latus                                   |                                          |                                          |                                          |                                          |                                          |  |
| カスモサウルス亜科 indet.                |                                            |                                          |                                          |                                          | [ 6 ]                                    |                                          |  |
| トリケラトプス                           | Triceratops horridus & Triceratops prorsus |                                          |                                          |                                          | [ 6 ]                                    |                                          |  |
| ティラノサウルス                         | Tyrannosaurus rex                          |                                          |                                          |                                          |                                          |                                          |  |